# Charlotte Corday (Drama)

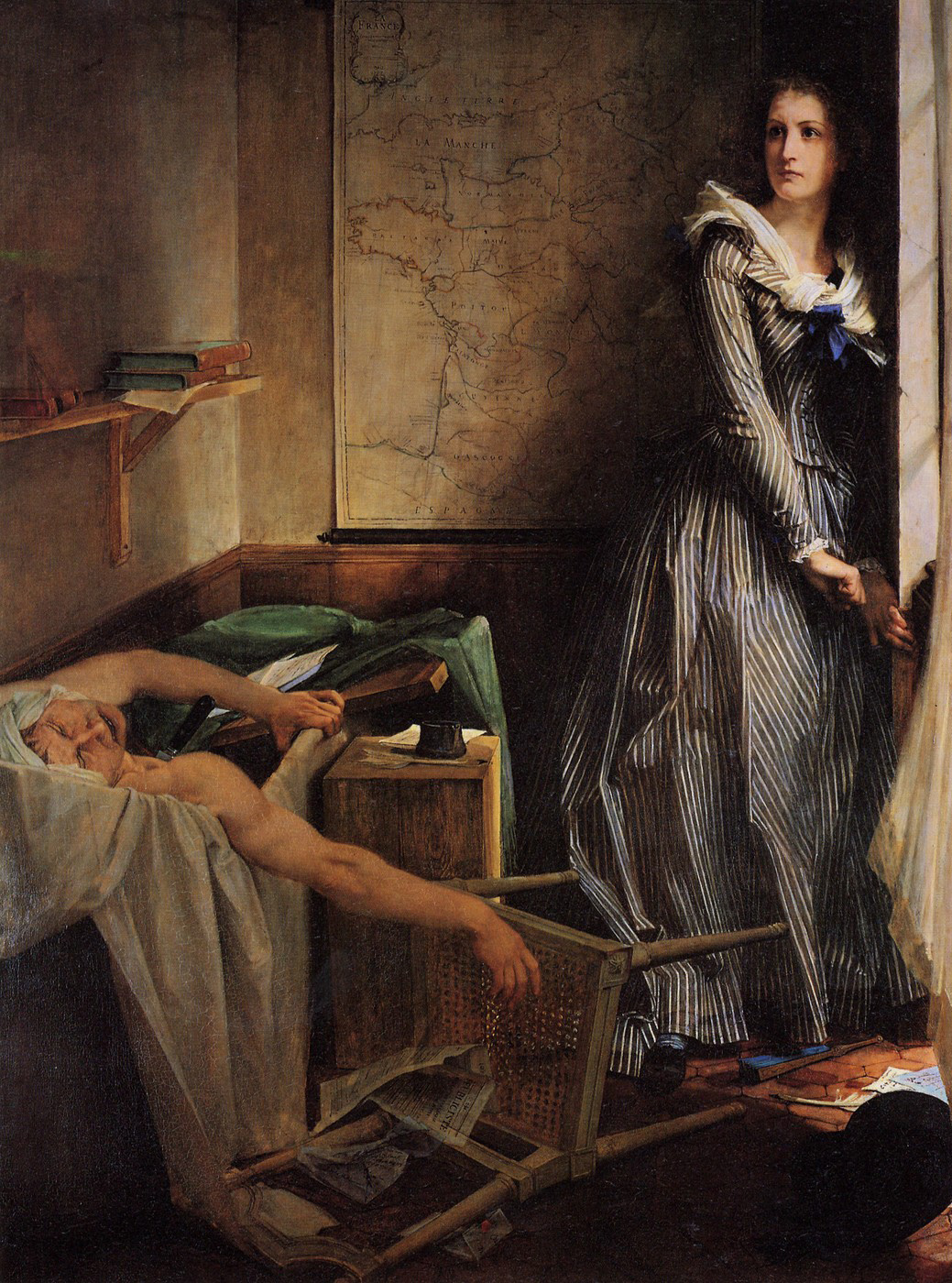
Charlotte Corday neben Marats Leiche (Gemälde von Paul Baudry)

Das Drama Charlotte Corday von Engel Christine Westphalen aus dem Jahr 1804 gilt als bekanntester Text der Schriftstellerin. Es basiert auf dem realen Mord an dem französischen Revolutionär Jean Paul Marat durch die Adlige Marie Anne Charlotte Corday D’Armont 1793 während der Französischen Revolution. Trotz seiner klassischen und empfindsamen Elemente wird es primär der Epoche der Romantik zugeordnet.

## Inhalt
Zu Beginn des Textes macht der Genius der Wahrheit Andeutungen zu den Geschehnissen, die sich in dem bevorstehenden Stück ereignen. Die junge Adlige Marie Charlotte Corday, die gerade mit ihrem Bruder aus Paris zurückkehrt, um ihre Eltern zu besuchen, ist emotional sehr mitgenommen von der autoritären Herrschaft der Jakobiner und deren grausamem Umgang mit der Bevölkerung. Angestachelt durch ihren Bruder entwickelt sie einen tiefen Hass gegen den führenden Revolutionär Marat. Ihre Familie ahnt davon nichts und versucht nach erfolglosen Bemühungen, die Tochter zu trösten, sie zu einer Reise ins sichere England zu überreden, bis sich die politische Lage entspannt. Erst scheint Charlotte sich zu fügen, doch inzwischen ist in ihr bereits, inspiriert durch die Gewalttaten in der Hauptstadt, ein Plan herangereift, den Jakobiner in Paris zu ermorden. Währenddessen begegnen sich in Paris die zwei Jugendfreunde Adam Luchs und Cheveau Lagarde zufällig wieder. Beide sehen das Vorgehen der aktuellen Regierung gegen die Adligen sehr kritisch und führen lange Gespräche über das Tagesgeschehen, während Luchs insgeheim bereits ebenfalls plant, Marat umzubringen. Auf dem Landsitz der Familie Corday macht sich die Protagonistin derweil Vorwürfe, weil sie ihre Familie mit der vermeintlichen England-Reise täuschen will. Gleichzeitig nimmt Jean-Paul Marat an einer Beratung der Revolutionsführer zu politischen Fragen teil und enthüllt, als er danach allein ist, er wolle gewaltsam die Führung über die Revolutionäre an sich reißen.
Kurz darauf reisen Charlotte und ihr Bruder nach England, doch sie schafft es, ihn zu einem Umweg über Paris zu überreden und allein zum Haus ihres Feindes zu gelangen. Sie dringt zu ihm vor und ersticht Marat, woraufhin sie sich umgehend der Polizei stellt. Luchs erzählt Lagarde in dessen Haus gerade von seinem Plan, den verhassten Jakobiner zur Strecke zu bringen, als ein Bedienter hereinstürzt und beide über den Mord unterrichtet, den überraschenderweise eine Frau begangen hat. Wenig später erfahren sie, dass Charlotte es getan hat, die Luchs aus der Vergangenheit kennt. Nach anfänglichem Zweifel schafft Luchs es, Lagarde, der als Anwalt arbeitet, dazu zu überreden, die junge Adlige vor Gericht zu verteidigen, da er wohl ihre letzte Hoffnung ist, der Hinrichtung zu entgehen. Vor Gericht gesteht Charlotte nach Verlesen der Anklage sofort, dass sie die Tat in der Absicht begangen hat, ihr Vaterland vor einer schlimmen Zukunft zu bewahren. Trotz Lagardes Bemühungen bekommt seine Bekannte ein Todesurteil. Als Luchs dies erfährt, dringt er heimlich in Charlottes Gefängnis ein und tut alles, um sie zur Flucht zu überreden. Doch sie besteht darauf, ihre Ehre zu bewahren und die Konsequenzen zu tragen, woraufhin sie Luchs ihren letzten Willen mitteilt, ehe dieser allein das Gefängnis verlässt. Als letzte Tat schreibt die junge Frau drei Abschiedsbriefe, ehe sie zur Hinrichtung geführt wird.
Wenig später sucht Charlottes Bruder, der während der Ereignisse von den Jakobinern eingesperrt worden ist, Lagarde in dessen Haus auf, weil er Angst um seine verschwundene Schwester hat. Nachdem Lagarde ihm erzählt, dass ihr Leben in ebendiesem Moment durch die Hinrichtung beendet worden ist, erleidet der junge Mann einen Nervenzusammenbruch. Luchs kommt nach dem Besuch der Hinrichtung kurz darauf hinein und überbringt den Abschiedsbrief der jungen Adligen. Darin erklärt sie ihr Verhalten gegenüber ihren Eltern und entschuldigt sich. Zuletzt tritt die Polizei ein und verhaftet sowohl Luchs als auch Charlottes Bruder ohne konkrete Begründung. Das Stück endet mit einem Schlusswort des Genius der Wahrheit, in dem Marat verteufelt und die Tat von Charlotte Corday in den höchsten Tönen gelobt wird.

## Handlung
Erster Akt
Im Prolog der 235-seitigen Tragödie erscheint aus einem Wolkengebilde der Genius der Wahrheit und hält einen Monolog über den Inhalt der darauffolgenden Geschichte, der mehrere kryptische Vorausdeutungen beinhaltet. Der erste Akt beginnt mit einem Auftritt von Jean Francois Corday und Charlotte Godier, Charlottes Eltern, im Haus der Familie in Caen, die sehnsüchtig auf die Rückkehr ihrer beiden Kinder warten. Beide tauschen sich intensiv über ihre Sorge um die momentan verreiste Tochter und deren Bruder Antoine aus. Anlass für deren Besorgnis ist die immer blutiger ausgefochtene Revolution. Kurz darauf kehrt die Protagonistin Charlotte allein zurück nach Hause und führt ein Selbstgespräch, während sie sich auf dem Grundstück umsieht. In der dritten Szene begrüßen die Eltern die Heimkehrende. Charlotte gibt zu, dass die Sorge der beiden berechtigt war, da sie den grausamen Terror und die Zerstörung in Paris mit angesehen hat. Sie beklagt sich darüber und beschimpft einen der Anführer der Revolution, den sie hier nur „Scheusal“ nennt. Ihr Vater und ihre Mutter schaffen es, sie vorerst etwas zu besänftigen. Doch ein langer Monolog der Protagonistin verrät ihre Unfähigkeit, das Gesehene zu vergessen, und im Ansatz auch ein Verbrechen, das sie zu begehen plant: „Ich nenn es nicht, was mir im Busen glühet. / Es reife dort allein und still zur Tat“.
Währenddessen philosophieren ihre Eltern über das Thema Hoffnung und versuchen, die Erzählung ihrer Tochter zu verarbeiten. Die siebte Szene enthält einen Dialog zwischen Charlotte und dem inzwischen eingetroffenen Antoine. Sie reden primär über Charlottes aufgewühlte Gefühle. Sie fragt Antoine zudem, wer von den beiden Revolutionären Marat und Robespierre schlimmer sei. Als der seiner Schwester darlegt, warum er Marat für die wahre Ursache der Radikalisierung und der Hinrichtungen hält, redet er sich in Rage und verstärkt den Hass seiner Gesprächspartnerin auf den Jakobiner noch einmal. Anschließend trennen sie sich und Charlotte liest allein in einem Buch über verschiedene namhafte Ereignisse der griechischen und römischen Mythologie. Vor allem wegen der Sorge ihrer Eltern um sie ringt sie sehr mit sich selbst, wobei angedeutet wird, dass sie den Revolutionärsführer beseitigen will. Am Ende dieses Monologs kommt sie zu dem Schluss, dass dieses Vorhaben zur Rettung ihres Vaterlandes wichtiger ist als ihr eigenes Leben.
In der neunten Szene lassen sich Monsieur Corday und seine Frau von Antoine weitere Details über die autoritären Verhältnisse im Nationalkonvent erzählen. Charlottes Vater bedauert aufgrund der Gräueltaten, von denen sie in Paris gehört hat, dass er sie hat gehen lassen. Aus diesem Grund empfiehlt der Sohn seinen Eltern dringend, die Tochter nach England zu Verwandten in Sicherheit zu bringen. Als sie daraufhin versuchen, ein ruhiges Gespräch mit Charlotte zu führen, kann diese immer noch nur über die Revolution sprechen. Danach macht ihr Vater ihr den Vorschlag, endlich wieder ihren Onkel in England zu besuchen. Zunächst ist sie unwillig, doch als alle drei sie dazu drängen, fortzugehen, fügt die junge Frau sich vermeintlich, obwohl sie sich über die Aktion ihrer Familie wundert. Am Ende des ersten Akts folgt ein Unterkapitel mit der Überschrift „Der Chor“, in dem eine einzelne Stimme mehrfach pathetische Gesänge anstimmt, die meistens vom Überlebenskampf des Menschen sowie dessen Gefühlswelt handeln und deren letzte zwei Verse jedes Mal von einer Sprechinstanz namens „Alle“ wiederholt werden.
Zweiter Akt
Der zweite Akt des Dramas beginnt mit einem Dialog zwischen den beiden Figuren Luchs und Lagarde auf einer Straße in Paris. Die beiden Jugendfreunde tauschen sich bei ihrem Wiedersehen nach vielen Jahren über die gefährliche gesellschaftliche Lage in der Stadt aus. Der deutsche Doktor der Philosophie Luchs erwähnt, er sei eigentlich zur Zerstreuung vor Ort, und Lagarde bringt ihn auf den neuesten Stand der Ereignisse. Luchs ist daraufhin bestürzt, und das Gespräch fokussiert sich bald auf die Familie Corday, mit der beide bekannt sind. So wird offenbart, dass Jean Francois Corday den Großteil seines Besitzes und sein gesellschaftliches Ansehen durch die Revolution verloren hat. Lagarde verabschiedet sich von seinem Freund und wundert sich über dessen Verweilen im aktuell gefährlichen Paris. In der dritten Szene folgt ein Szenenwechsel zurück zu Charlotte und ihrer Familie, die in deren Garten die Abreise der Tochter ins Ausland planen. Sie sprechen über ihre Hoffnung auf die Rückkehr des Friedens in Frankreich, gleichzeitig bittet die Protagonistin ihre Eltern, sich keine zu großen Sorgen um sie zu machen. Sie äußert auch den Wunsch, den Verantwortlichen all des Leids eigenhändig zu töten, was ihr Vater jedoch nicht ernst nimmt. Später in ihrem Zimmer blickt Charlotte melancholisch auf ihr kurzes Leben und dessen Freuden zurück und kämpft mit Schuldgefühlen, weil sie ihre Familie täuschen will.
In der sechsten Szene wird wieder ein langer Dialog zwischen Luchs und Lagarde erzählt, bei dem Luchs auf kryptische Weise andeutet, er plane ein großes Vorhaben. Als er enthüllt, dass er – unwissend, was Charlotte plant – Marat ermorden will, um die Revolutionäre durch eine Revolte zu stoppen, hört der Jurist Lagarde ihm zwar weiter zu, zweifelt jedoch die Zweckmäßigkeit des Plans an. Er sieht den Jakobiner nur als Helfer der wahren Drahtzieher. Außerdem befürchtet er ein zusätzliches Anheizen der Gewalttaten und Festnahmen. Luchs beharrt auf sein Vorhaben, während sein Freund vergeblich versucht, ihn davon abzubringen. Als der Philosoph Lagarde sogar überreden will, ihm indirekt Beihilfe beim Mord zu leisten, bringt dieser ihn zum Schweigen. Die beiden gehen im Streit auseinander, doch wegen seines schlechten Gewissens folgt Lagarde Luchs heimlich. Die achte Szene spielt sich in Marats Haus ab, wo dieser sich mit den anderen hochrangigen Revolutionären Robespierre, Saint Just und Danton trifft. Gemeinsam diskutieren sie über einen Vorwand, die aktuell Inhaftierten hinrichten zu lassen. Robespierre will die Öffentlichkeit davon überzeugen, dass gegen Marat ein Mordkomplott im Gange ist. Marat ist dagegen, und da zudem zwischen Robespierre und Danton ein gewisses Misstrauen besteht, überzeugt der Hausherr die anderen, diese Entscheidung zu vertagen. Nachdem er wieder allein ist, enthüllt Marat in einem Monolog seinen Plan, die Führung unter den Revolutionären zu übernehmen und Robespierre auszuschalten. Er prahlt damit, nach der Machtübernahme sogar noch gnadenloser als sein Vorgänger regieren zu wollen. Der Chor-Abschnitt am Ende dieses Akts ist genauso aufgebaut wie der Letzte, nur dass dieser spezifisch von der menschlichen Grausamkeit und dessen eigenem Entsetzen, sobald er die Folgen dieser erkennt, handelt.
Dritter Akt

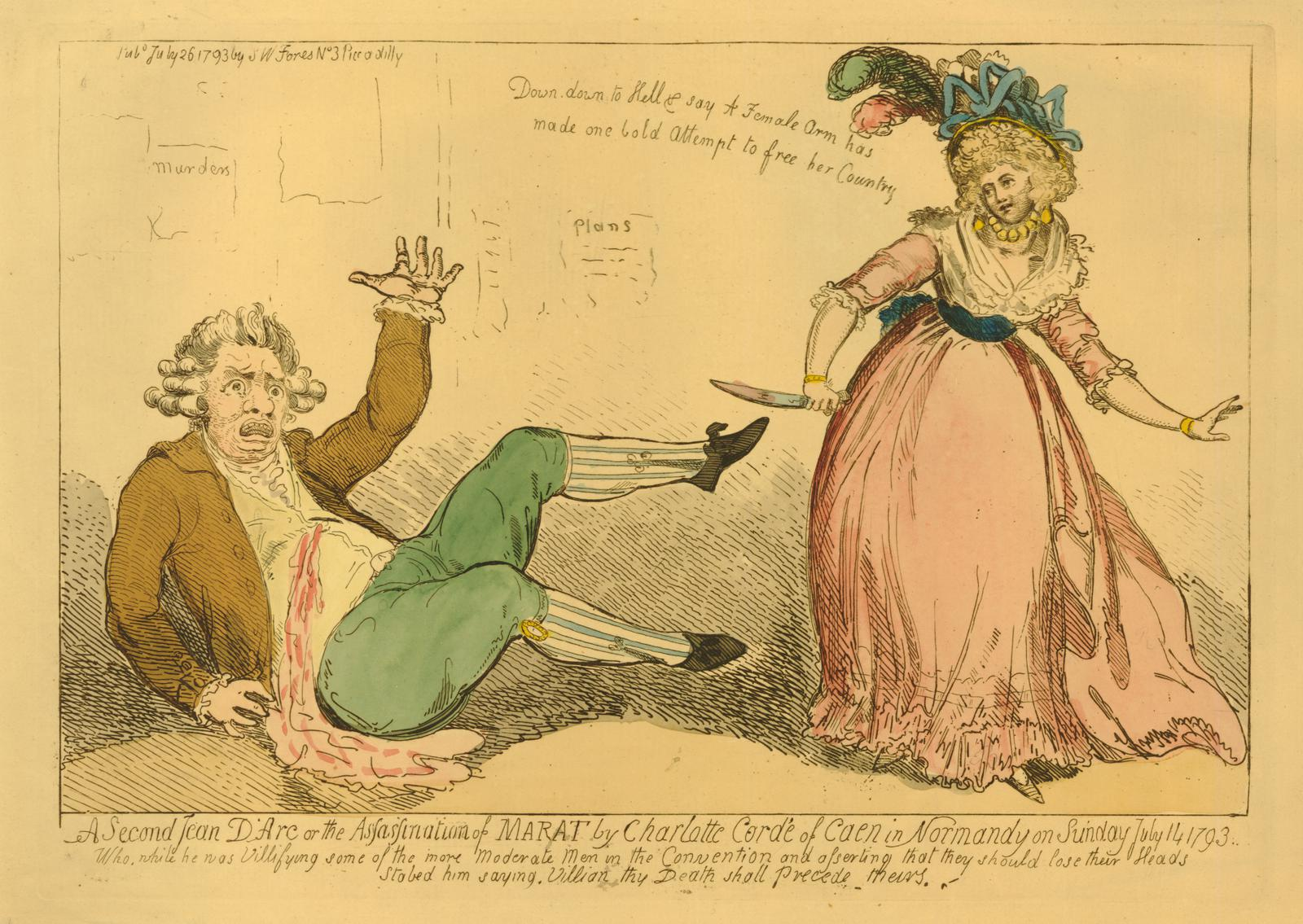
A Second Jean D'Arc von Isaac Cruikshank

Am Anfang des dritten Akts wird Charlotte von der Bedienten Anne in Marats Haus gelassen. Während sie alleine darauf wartet, ihn sprechen zu dürfen, spricht sie sich selbst Mut zu und kämpft ihre Nervosität nieder. Die Bediente lässt die Protagonistin durch die Tür zum Revolutionär treten und verschwindet durch eine Nebentür. In der zweiten Szene verlässt Charlotte kurz darauf ohne den Dolch, den sie mitgebracht hatte, den Raum. Ihr Selbstgespräch offenbart, was in der nicht erzählten Leerstelle passiert ist: „Es ist geschehn! - Wie zitt'r ich itzt der That! - […] (Mit Abscheu:) Wie? Auch bis hieher sprützte Marats Blut?“ (S. 128f.). Sie beschließt, sich direkt zu stellen, anstatt wegzulaufen, und wird beim Verlassen des Hauses von dem Koch Etienne gefasst. Als sie sagt, sie wolle sich selbst den Richtern ausliefern, lässt er sie vorangehen und folgt der Mörderin. Zu Beginn der vierten Szene besucht Luchs Lagarde wieder in dessen Haus und erklärt ihm seinen weiteren Plan, Marat auch ohne Lagardes Hilfe zu ermorden. Da letzterer seinen Freund immer noch nicht umstimmen kann, diskutiert er stattdessen mit ihm über die Beeinträchtigung der wissenschaftlichen Forschungen infolge der Revolution.
Mitten in der langen Diskussion in der fünften Szene unterbricht Lagardes Bediensteter André die beiden und erzählt aufgeregt, dass Marat gerade eben umgebracht worden ist. Die zwei Freunde stürmen hinaus, um sich selbst davon zu überzeugen, und bei ihrer Rückkehr in der neunten Szene tauschen sie sich über ihr Erstaunen darüber aus, dass eine Frau die Täterin ist. Luchs will Lagarde aus Sympathie für die junge Frau überreden, diese als Anwalt vor Gericht zu verteidigen, doch der Hausherr zweifelt an der Sinnhaftigkeit dieser Unternehmung, da sie sich freiwillig gestellt hat. Durch eine Bemerkung von André, der mehr über den Tathergang weiß als die beiden, erfahren sie, dass Marat von Luchs’ junger Bekannten Charlotte ermordet worden ist. Diese Information schockiert diesen, der nun erneut hinauseilt, um die junge Frau aufzusuchen, obwohl Lagarde ihn zurückhalten will. Luchs kehrt zurück, bestätigt, dass es Charlotte ist, und versucht jetzt noch energischer, Lagarde zu überreden, sie vor Gericht zu verteidigen. Der Freund hat immer noch Bedenken, auch weil er die Freundin von Luchs nicht persönlich kennt, doch er erklärt sich trotzdem bereit, sein Bestes für sie zu tun. Das steigert die Entschlossenheit des Doktors der Philosophie, sie zu retten, erneut. Der abschließende Chor-Abschnitt handelt hier von der Ästhetik der Natur, besonders des blauen Himmels, sowie einer nicht näher definierten Figur, die nur als „er“ bezeichnet wird und als Auserwählter der   Götter sein Leben bestreitet.
Vierter Akt
Die erste Szene des vierten Akts spielt sich im Gerichtssaal ab, wo gerade Charlottes Prozess beginnt. Weil der ursprünglich ausgewählte Verteidiger nicht erschienen ist, ernennt der Richter den anwesenden Lagarde spontan zu ihrem neuen Verteidiger. Beim Verlesen der Mordanklage gesteht die junge Frau sofort und beruft sich auf das Ziel, ihr Vaterland durch die Tat zu retten, was ihr einziges Motiv zu dem Mord gewesen ist. Der Richter stellt ihr zahlreiche Fragen, die darauf abzielen, sie als Marionette einer Verschwörung zu entlarven, doch Charlotte beharrt darauf, selbstständig und alleine gehandelt zu haben. Nachdem der Ankläger ihr ihre eigene Mordwaffe gezeigt hat, darf Lagarde mit der Verteidigung beginnen. Trotz seines Einsatzes wird die Angeklagte zum Tode verurteilt. Bevor sie abgeführt wird, bedankt sie sich noch bei ihrem Verteidiger. In der Folgeszene hält Lagarde einen Monolog über seine Selbstvorwürfe, weil er Charlotte nicht vor dem Urteil gerettet hat, und über die seiner Meinung nach erfolgte Ungerechtigkeit. Auf der Straße begegnet er Luchs, der von dem Schicksal der jungen Frau erfahren hat und nun am Boden zerstört ist. Er gibt Lagarde mehrere Briefe und Papiere, die dieser für ihn überbringen soll, ohne auszusprechen, für wen sie bestimmt sind. Dann eilt der Philosoph schnell davon, um zu verreisen.
In der fünften Szene erfährt der Leser, dass Luchs sich im Gefängnis seiner jungen Bekannten eingeschlichen hat. Sie zeigt sich überrascht, ihn zu sehen, aber auch froh. Luchs bietet ihr die Möglichkeit, zu flüchten, da er die Wache bestochen hat. Doch die Protagonistin weigert sich, da sie dies als unehrenhaft empfindet, was der Eindringling sehr bedauert. Als letzten Wunsch bittet sie Luchs, sich in ihrem Namen bei ihrem Bruder zu entschuldigen, weil sie ihn getäuscht und ihm ihren Plan verheimlicht hat. Nach dem Abschied flüchtet dieser allein aus dem Gefängnis. Anschließend treten in der sechsten Szene dieses Aktes zwei Gerichtsdiener ein, die Charlotte zum Richtplatz bringen wollen. Zuvor schreibt sie jedoch noch drei Briefe fertig und übergibt sie dem Gefängniswärter, da jemand anderes diese abholen soll, bevor sie den beiden widerstandslos folgt. Der abschließende Chor-Abschnitt handelt dieses Mal von einer nicht näher definierten, weiblichen Figur, die aufgrund ihrer geistigen Größe und ihres Edelmutes den alles entscheidenden Kampf in ihrem Leben gewinnt. Ihre Eigenschaften werden im positiven Sinne mit der Sonne verglichen.
Fünfter Akt
Am Anfang des fünften und letzten Akts arbeitet Lagarde allein in seinem Arbeitszimmer, während ihn eine große Unruhe plagt. Er trauert nach wie vor, weil er es nicht geschafft hat, Charlotte vor der Todesstrafe zu bewahren. Als er gerade sein Zimmer verlassen will, tritt plötzlich der etwas erschöpfte Antoine ein. Dieser erzählt seinem alten Freund in der zweiten Szene, was seit der Abreise vom Anwesen der Cordays passiert und warum er zu ihm gekommen ist. Auf der Reise Richtung England zu Charlottes Onkel haben die Geschwister nur deshalb einen Umweg zurück nach Paris gemacht, weil sie vor der Abreise unbedingt noch einmal ihre Schwester hat treffen wollen, obwohl Antoine eigentlich dagegen gewesen ist. Bei ihrer Ankunft in der Hauptstadt wird der Bruder der Protagonistin als Adliger jedoch sofort von Revolutionären festgenommen und eingekerkert, während seine Schwester allein zurückbleibt. Antoine verbringt daher etwa sechs Tage im Gefängnis und wird freigelassen, nachdem die Zuständigen bei seinem Prozess im Tribunal feststellen, man hätte sich bei ihm geirrt. Nun sucht er vergeblich nach seiner Schwester und hofft auf Lagardes Hilfe. Der Jurist ist tief bewegt von der Gesamtsituation und erzählt dem jungen Mann schweren Herzens, dass der Revolutionär Marat ausgerechnet von Charlotte erstochen worden ist. Dabei betont er den Heldenmut der jungen Frau: „Der Engel, der dem blut'gen Vaterlande die Wunden heilen wird, ihm Ruhe bringt; Mit hoher Seele diese schöne That vollendete […] heisst – Charlotte.“ Dies lässt Antoine verzweifeln, und er bestürmt den Freund, er wolle seine Schwester sofort sehen, doch der blickt auf die Uhr und sagt ihm, Charlottes Leben sei in diesem Moment zu Ende gegangen. Der Bruder der Toten ist am Boden zerstört, währenddessen stürmt Luchs erneut ins Zimmer.
Er bestätigt, dass man sie soeben hingerichtet hat. Außerdem berichtet der Philosoph, wie die junge Frau auf dem Weg zum Schafott von den Parisern bejubelt worden ist und dass sie ihre Hinrichtung mit Fassung getragen hat. Als der Scharfrichter den abgetrennten Kopf der Menge gezeigt und diesem aus Verachtung einen Schlag versetzt hat, habe die Menge sogar aufgebracht versucht, ihn dafür zu bestrafen. Nach diesem Bericht zieht Luchs den letzten Brief hervor, den Charlotte im Gefängnis verfasst hat, bei dem es sich um einen Abschiedsbrief an ihre Eltern handelt. Die beiden anderen tun ihr Bestes, Antoine zu trösten, der mit seiner Trauer kämpft, und Lagarde liest den Brief laut vor. Darin entschuldigt sich die junge Frau bei ihrer Familie und erklärt, dass sie der Idee, sie nach England zu schicken, nur zugestimmt hat, um eine Gelegenheit zu bekommen, auf dem Weg ihr Vorhaben in die Tat umzusetzen. Weiterhin bittet sie die Eltern darum, sie wegen des gesellschaftlichen Skandals um ihre Person soweit möglich zu vergessen. Luchs ist von den Abschiedsworten so ergriffen, dass er nochmals ihren Mut und ihren Status als „Heldin“ lautstark preist. In der vierten Szene treten einige Polizeibeamte in Lagardes Haus und verhaften Antoine und Luchs, woraufhin Lagarde den Wachen traurig und machtlos folgt. Die fünfte Szene zeigt einen Trauerzug auf einer freien Fläche in Paris, der mit gedämpfter Musik einen Sarg mit Marats Leiche darin unter Begleitung von Abgeordneten des Konvents mit sich trägt. Auf einem Gerüst über dem Sarg steht der Genius der Wahrheit und hält eine Bürgerkrone über Marats Körper, kurz darauf erscheint er erneut auf einer Wolkengruppe und spricht von dort den Epilog. Zuletzt appelliert der Genius im Epilog ans Publikum, es solle um Charlotte trauern und Marat seinen Triumph nicht gönnen, da die Tat der jungen Frau bewundernswert sei. Wahre Tugend bestehe darin, sich nicht zu gefährlichen, schnellen Taten hinreißen zu lassen, sondern eher auf seine innere Stimme der Vernunft zu hören. Außerdem solle man bedauern, dass Zeiten wie diese solche Opfer fordern.

## Zentrale Figuren
Marie Charlotte Corday: Intelligente, mutige junge Adlige aus Caen in Frankreich und Protagonistin des gleichnamigen Texts. Sie sieht der politischen Lage in Paris während der Französischen Revolution mit stetig wachsender Besorgnis zu. Sie hasst Jean-Paul Marat.
Adam Luchs: Deutscher Doktor der Philosophie aus Mainz und Jugendfreund von Lagarde, der Marat ebenfalls verabscheut. In Bezug auf die Politik ist er sehr kritisch und leidenschaftlich, auf Missstände reagiert er oft emotional.
Cheveau Lagarde: Anwalt aus Paris und Jugendfreund von Luchs. Agiert meistens sehr besonnen und rational.

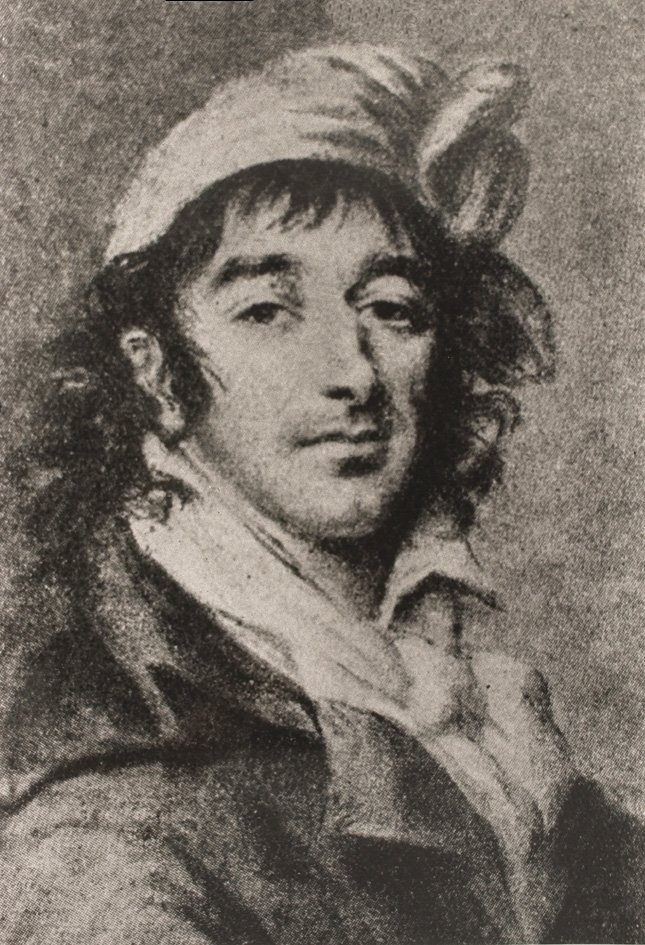
Porträt von Jean-Paul Marat

Jean-Paul Marat: Hochrangiger Jakobiner und einflussreicher Revolutionär, der die Befehle zu zahlreichen Verhaftungen und Hinrichtungen gegeben hat. Er plant eine Verschwörung gegen den aktuellen Jakobinerführer Robespierre und gilt als sehr grausam.
Robespierre: Anführer der Jakobiner und Führungsfigur der Revolution. Gilt als sehr vorsichtig und gnadenlos gegenüber vermeintlichen Feinden seiner Politik.
Jean Francois Corday: Adliger, der einen Großteil seines Besitzes und seinen Titel durch die Revolution verloren hat, und Charlottes Vater. Er ist wegen der unruhigen Situation im Land vor allem um seine Tochter besorgt.
Charlotte Godier: Cordays Ehefrau und Charlottes Mutter, die stets in großer Sorge um ihre beiden Kinder ist. Sie ahnt als Einzige, wozu ihre Tochter wegen ihres Gerechtigkeitssinns fähig ist.

## Der historische Mord an Marat
Die junge Charlotte Corday führte bis zum Ausbruch der Revolution ein unauffälliges, friedliches Leben als Adlige. Obwohl sie aus einer Adelsfamilie stammte, befürwortete sie anfangs den politischen Umbruch und dessen Ziele. Nachdem ihre Mutter verstorben war, zog Corday mit ihrem Vater nach Caen, um dort zu leben. Sie las viele Autoren der Antike und war politisch interessiert. Als die Revolution ab 1792 jedoch in die Phase kam, die später „la terreur“ genannt werden sollte, radierten die Ereignisse ihr anfängliches Wohlwollen aus. Besonders die hohe Zahl willkürlicher Gewalttaten in Paris verstärkte wohl ihre Ablehnung des gewaltsamen Aufstands der Stände.
Bald begann sie, eine hochrangige Führungsfigur der Jakobiner, Jean-Paul Marat, als Ursache des ganzen Blutvergießens zu betrachten. In Westphalens Drama wird dies deutlich durch die Frage der Protagonistin an ihren Bruder, welcher von den Anführern der Jakobiner grausamer sei. Sie plante ihren Mord monatelang mit dem Ziel, diese „Wurzel allen Übels“ aus der Welt zu schaffen. Trotz ihres jungen Alters reiste sie völlig eigenständig nach Paris, kaufte dort ein Küchenmesser und suchte Marats Haus auf. Corday wurde zunächst zweimal von der Lebensgefährtin des Revolutionärs, Simone Èvrard, aus Misstrauen an der Tür abgewiesen, als sie um Einlass bat, doch beim dritten Versuch wurde sie zu ihm vorgelassen, während er gerade badete. Nach einer kurzen Unterhaltung, in der Corday ihm falsche Informationen zu vermeintlich in ihrer Heimatstadt stationierten Girondisten – welche damals Konkurrenten der Jakobiner waren – gab, zog sie das Messer hervor und stieß es ihm in die Brust. Bei ihrem Fluchtversuch wurde sie festgenommen, doch ihr Ziel war erreicht: wenige Minuten später starb Marat nach vergeblichen Rettungsversuchen seiner Bediensteten.
Die Mörderin gab sich danach vollkommen von der Rechtmäßigkeit ihrer Tat überzeugt. Bei jedem der darauffolgenden Verhöre durch die Polizei beharrte sie darauf, die Tat allein geplant und durchgeführt zu haben. Am 17. Juli 1793 wurde ihr der Prozess gemacht, und noch am Abend desselben Tages wurde sie durch Guillotinieren hingerichtet. Corday wurde nur 25 Jahre alt.
Bereits im Jahr, als der Mord geschah, gab es ein auffallend großes öffentliches Interesse an dem Fall. Ein Beleg dafür ist die Tatsache, dass die Protokolle von Cordays Verhör noch 1793 veröffentlicht wurden und daher von jedem gelesen werden konnten, Herausgeber war Johann Wilhelm von Archenholz. Damit löste er indirekt einen regelrechten Kult um Charlotte Corday als Kämpferin für das Gute und Richterin des „Ungeheuers“ Marat aus. Vor allem in Deutschland sah man ihre Tat in einem verhältnismäßig positiven Licht. Das lange Überdauern dieses Ruhms lässt sich an Romanveröffentlichungen wie Sybille Knauss’ Charlotte Corday, welche deren Leben und Sterben thematisieren, ablesen.

## Deutungsansätze
Die recht einzigartige Gestaltung der Protagonistin dieser Tragödie lässt gleich mehrere Interpretationen zu. Allgemein liegt die Schilderung von Charlotte Cordays Leben im Drama recht nah an den realhistorischen Abläufen: sowohl ihre vermeintliche Flucht nach England als auch der Mord an Marat und der Prozess vor Gericht sind, im Rahmen der bekannten Primärquellen, verbürgt. Jedoch hat Westphalen zwei Details aus der Biografie der jungen Adligen abgeändert: zum einen wurden mögliche Verbindungen zu Girondisten im fiktiven Text eindeutig ausgeschlossen. Dadurch entfällt der Verdacht der Instrumentalisierung der Gewalttat durch andere und es entsteht für den Lesenden kein Zweifel an den edlen Motiven von Corday. Zum anderen ist die Mutter der Protagonistin zur Zeit der Handlung noch am Leben, was in der Wirklichkeit nicht der Fall war, da sie schon 1782 im Kindbett verstarb. Dies hat den Effekt, dass bei den der Familie Corday zugehörigen Figuren unterschiedliche Arten, sich in ein tragisches Schicksal wie jenes der Zerrüttung ihres Vaterlandes durch die Revolution zu fügen, veranschaulicht werden können.
Genau wie ihr Bruder ist Charlotte im Text fest davon überzeugt, jemand müsse etwas gegen die Bluttaten der Revolutionäre unternehmen. Ihre Eltern versuchen alles, um sie von der gegenwärtigen politischen Lage abzulenken, was jedoch erfolglos bleibt. Typisch für die Gesellschaft des späten 18. Jahrhunderts ist die Behauptung des Vaters, dass Heldentum bei Frauen unangebracht ist. Von diesen wurde eine grundsätzliche Friedfertigkeit erwartet, selbst in Zeiten der Verzweiflung. Dazu passt der Glaubenssatz von Charlotte Godier, Frauen könnten die Schrecken der Politik nicht so gut verkraften wie Männer. Charlottes Philosophie sieht anders aus: bei ihr ist der Wille des Schicksals nicht konträr zum Willen des Menschen, sondern steht im Einklang mit diesem. Das Spannungsfeld derartiger Weltanschauungen setzt sich später bei einem Streitgespräch von Luchs und Lagarde fort.

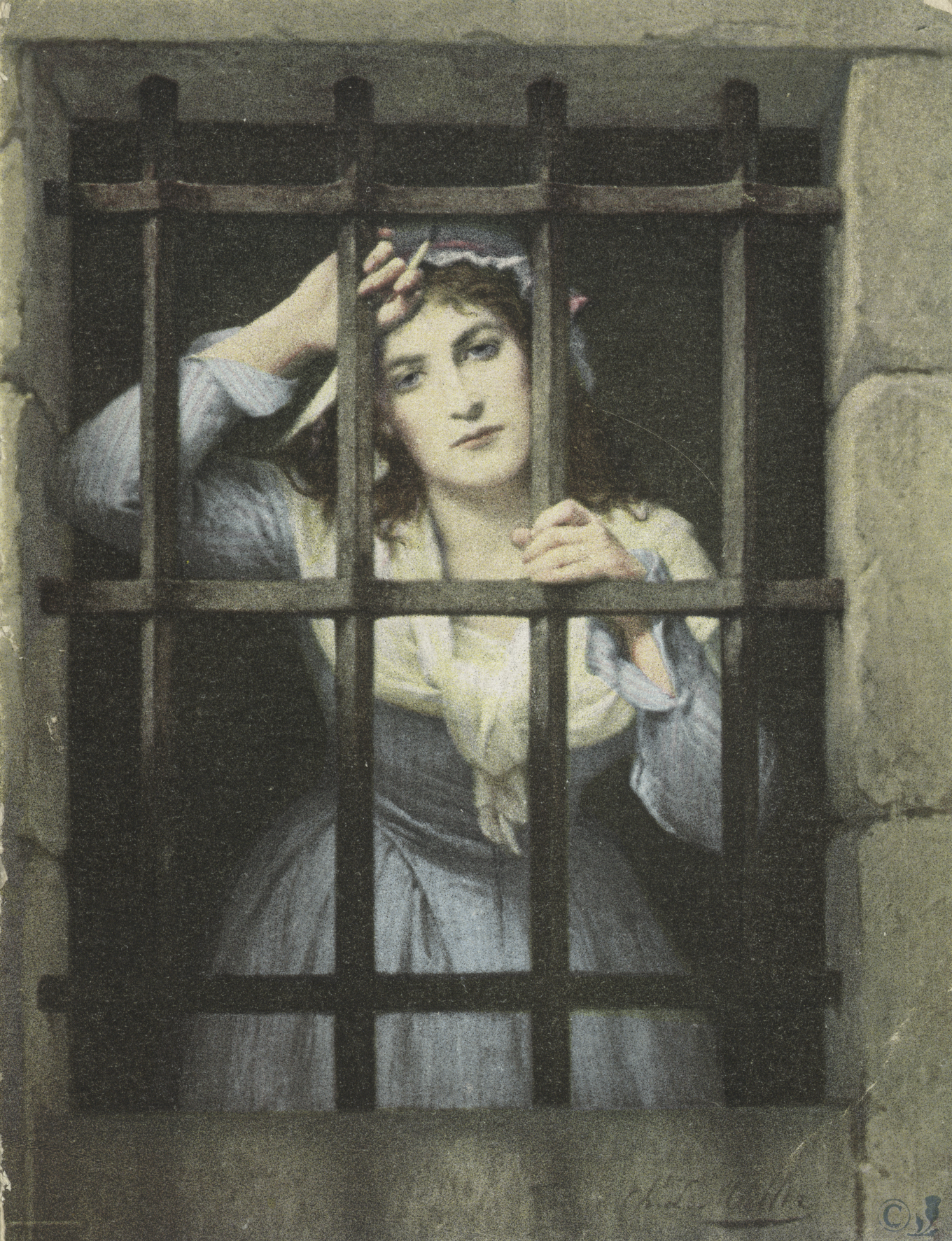
Porträt von Charlotte Corday im Gefängnis, reproduziert von Charles Louis Muller

Die Protagonistin strebt also nach – natürlich moralisch fragwürdiger – Größe durch den Mord am Tyrannen und handelt sowohl emanzipiert als auch selbstbewusst, indem sie ihr Schicksal in die eigene Hand nimmt. So kommt sie einem anderen potenziellen Attentäter, nämlich Adam Luchs, zuvor. Das lässt sich durchaus so interpretieren, dass die Frau sich hier in einer Notlage dem Mann gegenüber behauptet. Marat besitzt als Charakter keine besondere Tiefe, was sich an seinem kurzen eigenen Auftreten sowie daran erkennen lässt, dass meist die gleichen Meinungen wiederholt werden, wenn andere über ihn sprechen. Einzig durch den bedauernden Kommentar des Bedienten André zu seiner Ermordung wird die Kontroverse um seine Person betont. Er wird ansonsten als ein grausamer „Möchtegern-Diktator“ gezeichnet, wegen dem jeder Bewohner von Paris mit einer von den neuen Herrschern abweichenden Gesinnung um sein Leben fürchten muss. Zum Wohle aller akzeptiert die Hauptfigur deshalb im dritten Akt die ihr zugeschriebene als eine Art „göttliche Vollstreckerin“ und tut mit dem Messerattentat eigenständig der Gerechtigkeit genüge.
Ihre Tugendhaftigkeit unterstreicht Charlottes Empörung vor Gericht, als man ihr unterstellt, sie sei durch eine Verschwörung anderer benutzt worden. Im vierten Akt legt sie ausführlich dar, dass sie auf eigene Faust gehandelt hat. Wenn man der Argumentation des Anwalts Lagarde vor Gericht folgt, so war ihre Tat deswegen, und weil ihr Motiv moralisch einwandfrei ist, nur ein heldenhafter Versuch, der Nation wieder Frieden zu bringen, und kein Mord. Passend dazu wird sie in der ganzen Tragödie trotz ihrer kaltblütigen Gewalttat von den meisten Figuren immer wieder glorifiziert und ausgiebig gelobt, etwa wenn sie als „Engel“ oder „Göttin“ bezeichnet wird. Auffällig wirkt der scheinbar abrupte Schluss des Trauerspiels durch die Verhaftung von Antoine und Luchs, denn gerade dadurch wird ein innerfiktionales Erzählen von Charlottes Heldentat verhindert. Auf Basis ihres Wissens über die Ereignisse könnten sich höchstens ihre Eltern das Nötige zusammenreimen.
Letztlich stellt sich am Ende der Geschichte die zentrale Frage: wird der Mord die politische Veränderung bringen, auf die die Verurteilte gehofft hat? Einerseits deutet der Chorgesang nach dem vierten Akt darauf hin. Abgesehen davon verweist auf den letzten Seiten eine erneute, pathetische Stilisierung der Protagonistin auf ihr Schicksal nach dem Tod. Das klingt, als würde die junge Adlige so für ihr massives Überschreiten des für Frauen in dieser Zeit Möglichen belohnt werden. Ihr aktives, eigenständiges Handeln, in Abgrenzung zur typisierten Frauenfigur ihrer Mutter und der durch sie indizierten zeittypischen geschlechtlichen Sozialisation, ist ohne Frage bemerkenswert.

## Aufbau und Form des Dramas
Das Werk Charlotte Corday ist in fünf Akte unterteilt und entspricht in diesem Punkt dem Dramenmodell nach Aristoteles, welches ein geschlossenes Drama als Idealbild propagiert. Allerdings steht vor dem eigentlichen Beginn der Handlung noch ein Prolog. Westphalen liefert so formal ein ergänzendes Element zum Fünfakter, was für Tragödien dieser Zeit eher ungewöhnlich ist. Der zweiseitige Prolog besteht lediglich aus einem Monolog des Genius der Wahrheit. Dem vorangestellt ist eine kurze Regieanweisung, die auf das Erscheinen eines Wolkengebildes im Hintergrund des Theaters hinweist. Allgemein sind Regieanweisungen hier sehr weit verbreitet und spielen eine große Rolle. Man kann dabei „strukturbezogene“ Anweisungen, die nach typischem Muster allgemeine Auskunft über die Handlungen der Figuren, Orte des Geschehens und Kommunikationssituationen geben, und „figurenbezogene“ Anweisungen, die meistens sehr kurz sind und sich auf die Emotionen oder spontanen Taten der Charaktere beziehen, unterscheiden. Der erste Akt stellt, wie bei Dramen des späten 18. und frühen 19. Jahrhunderts üblich, die Exposition und somit die Vorstellung des Konflikts dar, woraufhin die steigende Handlung mit dem Zweiten einsetzt. Im dritten Akt erreicht das Geschehen den Höhepunkt durch den Mord von Charlotte an Marat, welcher im ganzen bisherigen Text zuvor aufgebaut wird. Gegen Ende der Tragödie folgt ein Abfall der Handlung im vorletzten Teil, da das Finale etwas hinausgezögert wird, zudem kann der Besuch von Luchs in Charlottes Gefängniszelle als Wendepunkt eingestuft werden. Die Lösung des fünften Akts besteht in der Hinrichtung Charlottes, ihrer finalen Inszenierung als tragische Heldin und der Verhaftung der einzigen Figuren, die ihre Tat gegenüber der Gesellschaft ins rechte Licht rücken könnten.
Jede einzelne Szene des Dramas, mit Ausnahme der neunten Szene im dritten Akt, enthält mindestens eine strukturbezogene Regieanweisung. Die figurenbezogenen Hinweise finden sich sogar in jeder Szene. Eine Auffälligkeit gibt es am Anfang der ersten Szene des vierten Akts, da die einleitende Anweisung, die sich auf die Konstellation der Figuren im Gerichtssaal bezieht, im Vergleich zu den anderen auffällig lang ist. Formal spannend sind die letzten beiden Unterabschnitte der Tragödie: Die vierte Szene des fünften Aktes enthält zwar einen strukturbezogenen Hinweis, jedoch bildet dieser den Abschluss der Szene, als Luchs und Antoine abgeführt werden. Währenddessen beinhaltet die letzte Szene die längste Bühnenanweisung des ganzen Textes, und abgesehen von dieser gibt es darin keine weitere Prosa. Diese fünfte Szene besteht also ausschließlich aus einem Hinweis zur Inszenierung des Handlungsabschnitts über Marats Trauerzug auf der Bühne. Zuletzt folgt ein Epilog, der den Pathos des Anfangs von Charlotte Corday wieder aufgreift, auf etwa eineinhalb Seiten ähnlich lang wie der Prolog ist und mit diesem zusammen eine Art Klammer um die Haupthandlung bildet. Mit dem Appell des Genius schließt sich diese Klammer. Insgesamt bricht das Trauerspiel durch Auflösen der Einheit der Zeit aufgrund der mehrere Tage andauernden Phase der Vorgeschichte zum Mord, ebenso wie durch Auflösen der Einheit des Ortes durch zwei klar unterscheidbare Schauplätze, aus der starren Form des geschlossenen Dramas ausbrechen. Zu den Handlungsorten ist noch zu sagen, dass sich grob der Landsitz der Cordays und die Stadt Paris unterscheiden lassen. Allerdings können bei genauerem Hinsehen auch innerhalb der französischen Hauptstadt mehrere klar abgrenzbare Orte ausgemacht werden, unter anderem eine Straße, Lagardes Wohnung und Charlottes Gefängnis.
Die Chor-Abschnitte, die am Ende von jedem der ersten vier Akte stehen, sind ebenso wie der Epilog in sechszeiligen Strophen mit identischen Reimschemen verfasst. Der Epilog unterscheidet sich insofern von den Chören, als dass die Strophen letzterer sich stets aus einem Stimmteil, der sechs Verse vorträgt, und einem Teil mit „Allen“, die nur die letzten zwei Verse der Stimme wiederholen, zusammensetzen. Der letzte Abschnitt der Tragödie besteht jedoch nur aus einem Block ohne Strophen, wobei vier Sinnesabschnitte unterschieden werden können. Alle fünf Schlussteile der Akte sind mit einem fünfhebigen Jambus und einem Kreuzreim-, auf das in den letzten zwei Versen ein Paarreimschema folgt, geschrieben.

## Zugehörigkeit zu geistesgeschichtlichen Epochen
Westphalens Drama erscheint in der Zeitgeschichte zwischen Klassik, Empfindsamkeit und Romantik. Der Übergang vom 18. zum 19. Jahrhundert ist in der Literatur zumindest bis 1832 durch eine Koexistenz der Epochen Klassik und Romantik, bis circa 1790 aber auch durch Empfindsamkeit und Sturm und Drang geprägt. Aus diesem Grund ist, wie bei vielen literarischen Texten aus der Goethezeit, eine klare Einordnung in eine einzelne Epoche oder Strömung hier nicht möglich. Immerhin lässt sich sagen, dass das Drama nach dem typisch klassischen Modell in fünf Akte unterteilt ist und die Figuren im Personenverzeichnis nach Familien- oder sozialer Klassenzugehörigkeit sortiert sind. So findet sich zum Beispiel der Name von Charlotte Corday unter denen ihrer Eltern, wobei der Vater als Familienoberhaupt und vergleichsweise präsenter Charakter an erster Stelle steht. Allerdings sprechen die Auflösung der Ortseinheit sowie die Auflösung der zeitlichen Einheit eher für eine Zuordnung zur Romantik. Im literaturwissenschaftlichen Nachschlagewerk Deutsche Literaturgeschichte: Von den Anfängen bis zur Gegenwart wird der Text in dem Unterkapitel „Schreibende Frauen der Romantik“ ebenfalls dort verortet. Zentrale Themen der Tragödie sind Gerechtigkeit, Heldentum, der Kampf zwischen Gut und Böse, Menschlichkeit und die Französische Revolution. Abgesehen davon finden sich auffällig viele Verweise auf die Antike, beispielsweise anhand der Bücher, die Charlotte im ersten Akt liest.

## Sprache und Stil
Die Sprache des Dramas kann als sehr pathetisch, emotionalisiert und oft als metaphorisch beschrieben werden. Insbesondere die Wortmeldungen der Familie Corday enthalten eine hohe Zahl an Ausrufen, während zumindest die Redeanteile von Lagarde meistens eher ruhig und sachlich bleiben. Dagegen spricht sein Freund Luchs meistens ziemlich emotional und leidenschaftlich. Im Text stehen viele Bindestriche, welche Sprechpausen der Figuren anzeigen. Vor allem im ersten und zweiten Akt gibt es immer wieder lyrische Passagen, in denen meistens mit dem klassischen Reimschema des Kreuzreims und einem fünfhebigen Jambus gearbeitet wird. Meistens ist die junge Charlotte die Sprecherin. Beispielhaft hierfür ist bereits der Prolog. Eine Ausnahme bildet eine Passage in einem Monolog von Charlotte, die zwar ebenfalls durch einen fünfhebigen Jambus charakterisiert ist, jedoch im Paarreimschema steht. Nach Ende des zweiten Akts gibt es keine lyrischen Abschnitte mehr in diesem Stil. Auffallend oft kommen die Worte „Blut“, „Herz“ und „Liebe“ in den Szenen vor. Zusätzlich fällt das Wort „Engel“ ähnlich häufig. Generell weist Charlotte Corday ein vielfältiges Vokabular mit biblischen Bezügen, vor allem zur Kreuzigung Jesu, auf.